# Óscar Bogarín
Óscar Aníbal José Enjelbert Bogarín Sarubbi (Caazapá, 13 marzo 1936 – Caazapá, 21 settembre 2024) è stato un cestista paraguaiano.

## Biografia
Era fratello di Jorge Bogarín.

## Carriera
Con il Paraguay disputò tre edizioni dei Campionati sudamericani (1955, 1958, 1960).